# Fundação Helena Petrovna Blavatsky
A Fundação Helena Petrovna Blavatsky é uma instituição de pesquisa e um museu da Ucrânia. Foi criada em 2006 nas propriedades da família Fadeyev, da mãe de Helena Blavatsky, em Dnipropetrovsk, cidade natal de Helena.
Desenvolve uma série de atividades nas áreas de Ciência, Filosofia, Religião e Cultura, com âmbito internacional e tendo entre seus objetivos de gerar conhecimento para uma melhor compreensão das leis da natureza, do homem e do universo, para uma aproximação entre as culturas mundiais, para aplicar criativamente o legado cultural de Blavatsky no mundo de hoje e para preservar a memória dela e de sua ilustre família.